# Friedrich Kominek
Friedrich „Fritz“ Kominek (* 17. Jänner 1927 in Wien; † 25. Oktober 2002) war ein österreichischer Fußball-Nationalspieler. Der Außenstürmer wurde dreimal österreichischer Meister mit der Wiener Austria und spielte anschließend ein knappes Jahrzehnt erfolgreich als Legionär in Frankreich und der Schweiz.

## Karriere
Fritz Kominek kam kriegsbedingt bereits 1942/43 für die Austria in der Meisterschaft zum Einsatz. Er konnte sich auf der rechten Angriffsseite etablieren und gab bereits am 20. August 1945 gegen Ungarn sein Debüt in der österreichischen Nationalmannschaft samt Torerfolg. Gemeinsam mit Neuzugang Ernst Melchior bildete Fritz Kominek alsbald die rechte Seite der durchwegs prominent besetzten Sturmformation der Austria in den folgenden Jahren. Größte Erfolge waren dabei drei österreichische Meisterschaften 1949, 1950 und 1953 sowie vor Einstellung des Bewerbs der zweimalige Sieg im ÖFB-Cup 1948 und 1949. International konnte unter anderem der zweimalige Einzug ins Halbfinale der Copa Rio vorgewiesen werden.
In der erfolgreichen Zeit mit der Austria kam Fritz Kominek 1949 noch zu zwei weiteren Einsätzen in der Nationalmannschaft sowie drei weiteren Länderspielen 1953. Letztlich wurde ihm vom ÖFB bereits vor Vollendung des 30. Lebensjahres zu Jahresbeginn 1955 der Übertritt zu Nîmes Olympique in die Division 1 gestattet. Nach zweieinhalb Jahren in Nîmes wurde Fritz Kominek vom RC Strasbourg aus der Division 2 verpflichtet. Zwölf Tore trug der Außenstürmer zum sofortigen Aufstieg bei. Nach einem weiteren Jahr in der Division 1 wurde er 1959 von Ligakonkurrent RC Lens abgeworben. Im November 1960 kam der Wiener noch zu Olympique Marseille in die Division 2. Hier gelang 1961/62 noch einmal der Aufstieg, Fritz Kominek war allerdings bereits einige Monate zuvor nach Österreich zurückgekehrt.
Der Rechtsaußen heuerte in der A-Liga letztlich noch beim 1. Schwechater SC (er war dort im Spiel gegen den FK Austria Wien am 18. März 1962 spielberechtigt und beim 3:2-Sieg seines neuen Klubs "das Um und auf seiner Mannschaft") und bei der Vienna (Freigabe Jänner 1963) an, ehe 1963 noch einmal ein Auslandstransfer folgte. In seiner 22. aktiven Saison spielte Fritz Kominek für den FC Grenchen in der Nationalliga A. Er selbst schoss noch einmal 12 Tore und verpasste den Schweizer Meistertitel um nur einen Punkt hinter dem Grasshopper Club Zürich. Hatte er in dieser Saison bereits als Spielertrainer gearbeitet, führt er gemeinsam mit Erwin Ballabio bis 1967 als Trainer den FC Grenchen. Über die Zwischenstation 1. Wiener Neustädter SC kam Fritz Kominek zum GAK, wo er 1968 überraschend ins Finale des ÖFB-Cups einziehen konnte. 1970 bis 1972 war er noch als Trainer des FC Fribourg tätig.

## Erfolge
- 2 × Halbfinale Copa Rio: 1951, 1952
- 3 × österreichischer Meister: 1949, 1950, 1953
- 1 × Schweizer Vizemeister: 1964
- 2 × Österreichischer Cupsieger: 1948, 1949
- 2 × Österreichischer Cupfinalist: 1947 (Spieler), 1968 (Trainer)